# كيالو
كيالو (بالإنجليزية: Kialo) هي عبارة عن منصة نقاش منظمة عبر الإنترنت تحتوي على خرائط نقاش في شكل أشجار نقاش. إنها أداة تفكير تعاوني للمناقشة المدروسة، وفهم وجهات النظر المختلفة، واتخاذ القرارات التعاونية، وإظهار الحجج المؤيدة والمعارضة للادعاءات الموجودة أسفل الأطروحات أو الأسئلة التي يقدمها المستخدمون.

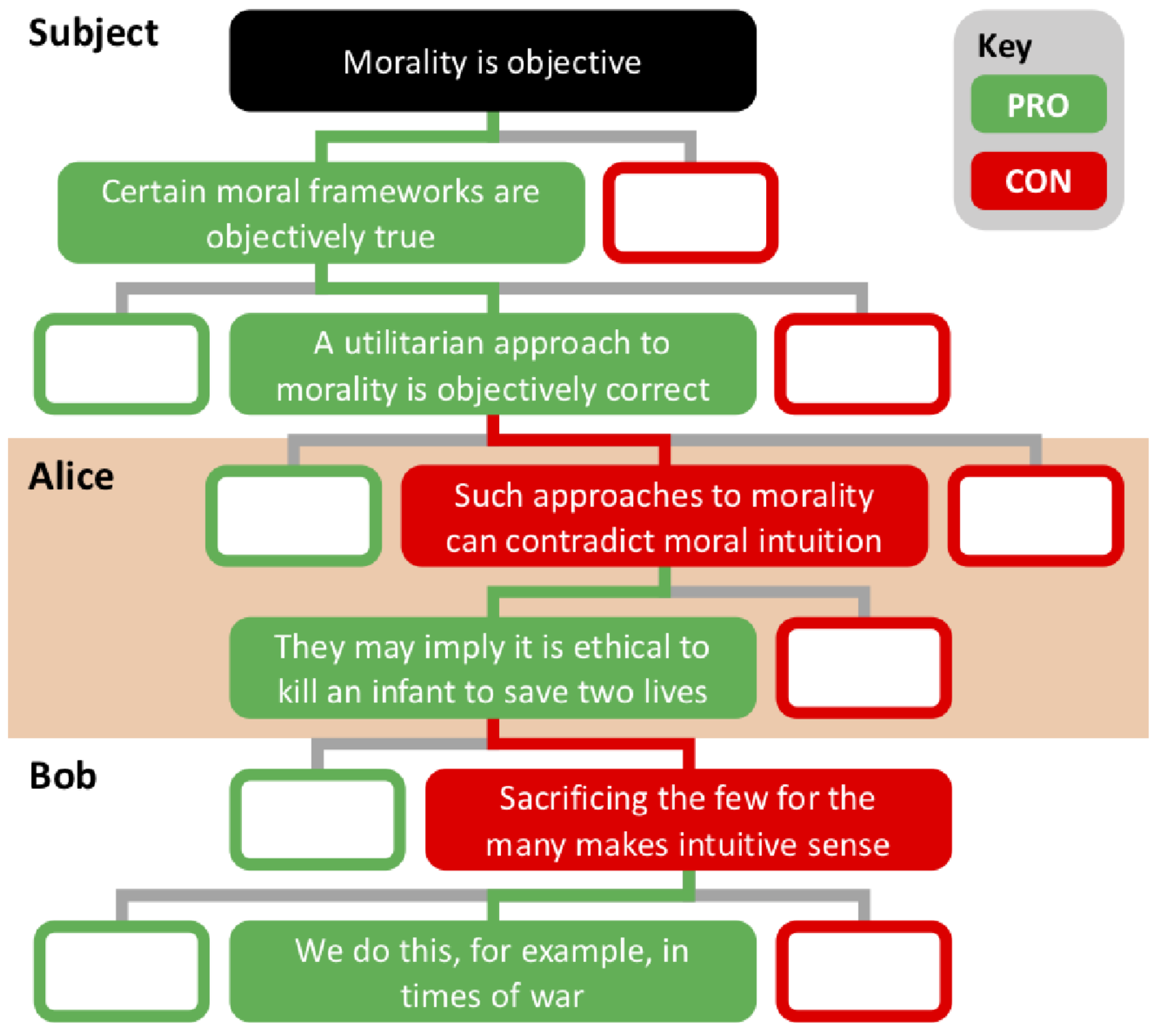
مخطط شجرة المناقشة كيالو مع مسار مثال من خلاله.

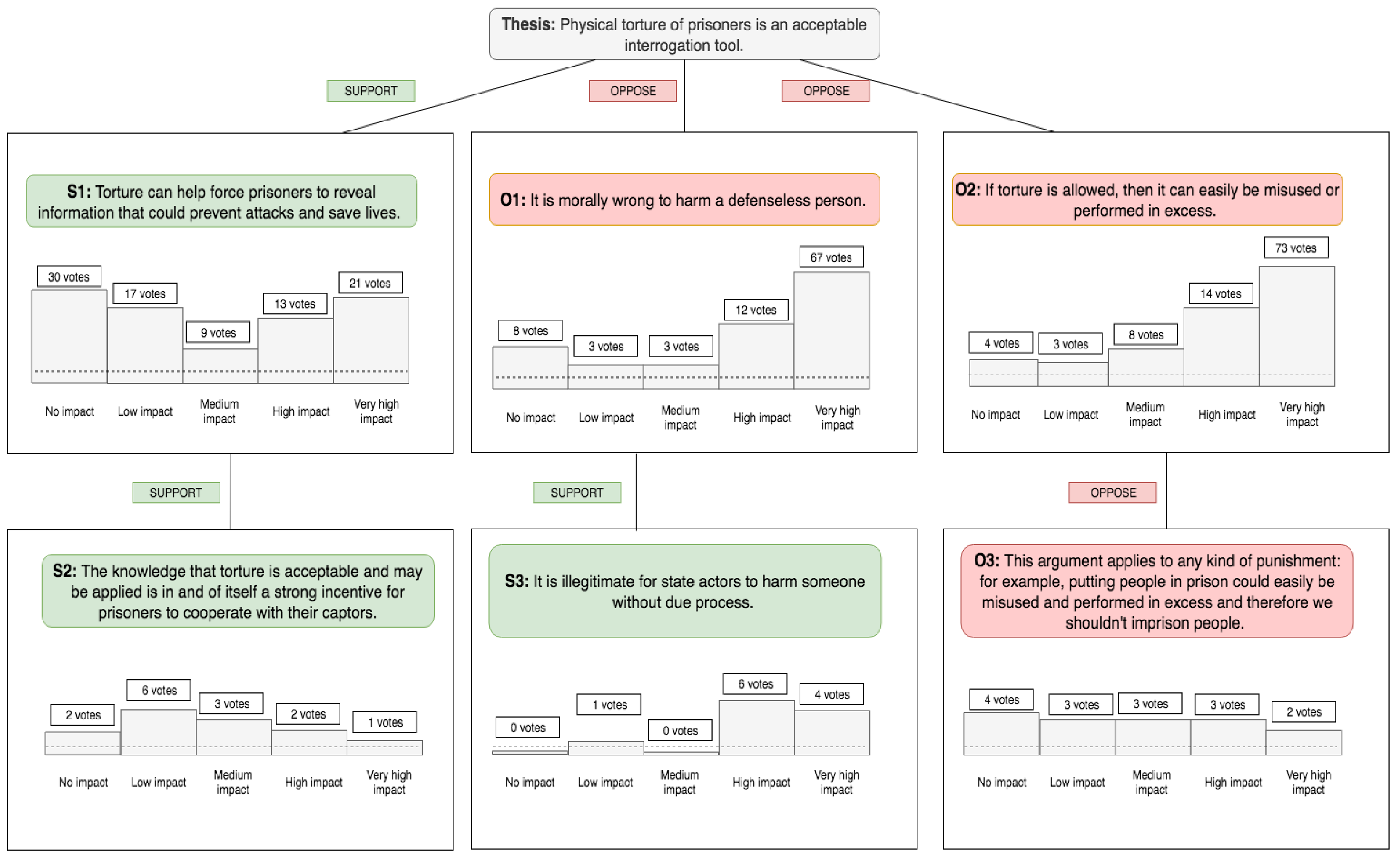
مثال على شجرة الحجج الجزئية مع المطالبات وأصوات التأثير المقابلة للحجج ضمن خط التفكير المحدد، وهو أحد أشكال التحديد الجماعي لأوزان الحجج المستخدمة على المنصة

تم تصميم منصة الخطاب التداولي لتقديم مئات الحجج المؤيدة أو المعارضة في شجرة حجج ديناميكية وتم تبسيطها للمناقشة المدنية العقلانية حول مواضيع مثل الأسئلة الفلسفية، ومداولات السياسة، والترفيه، والأخلاق، والأسئلة العلمية، والمشاكل غير المحلولة أو مواضيع الخلاف بشكل عام.
تُقسّم صناديق الحجج إلى فروع هرمية، حيث يكون الجذر هو الأطروحة (أو الأطروحات) الرئيسية للمناقشة، مما يُتيح التداول والنقاشات المريحة بين وجهات النظر المتعارضة. تُقسّم المناقشة إلى عمودين: مؤيد (مؤيد) ومعارض (معارض) حيث يُمكن للمستخدمين المسجلين إضافة الحجج وتقييم تأثيرها على وزن أو صحة الادعاء الرئيسي. تُرتّب الحجج وفقًا لمتوسط التقييم.
يتيح هيكل شجرة الحجج التدقيق التفصيلي للمطالبات على جميع مستويات الشجرة ويسمح للمستخدمين، على سبيل المثال، بفهم سبب اتخاذ قرار ما بسرعة أو أي من الحجج المجمعة أثرت عليه بهذه الطريقة. يمكن للقادمين الجدد الانضمام إلى المناقشة في أي وقت والنظر إلى تاريخ المناقشة المنظم، ثم تقديم رأيهم في المكان المناسب بحجتهم الجديدة أو تعليقهم على حجة محددة. يضع التصميم هيكلًا للمناقشات "يسمح للمشاركين برؤية ومعالجة وتقييم الجوانب العديدة للمطالبات المتنافسة بسهولة".
كلمة كيالو هي لغة اسبرانتو وتعني "السبب". المنصة هي أكبر موقع في العالم لرسم خرائط الحجج والمناظرات المنظمة.

## نظرة عامة
يمكن للمستخدمين التعليق على كل إيجابيات وسلبيات، على سبيل المثال لطلب المصادر أو التوسعات. تظهر الأنشطة الأخيرة للمناقشة في لوحة على الجانب الأيمن من المناقشة المعنية. يمكن العثور على المناقشات من خلال البحث أو على صفحة الاستكشاف من خلال أوصافها وعلامات الموضوع.
لا يُسمح بالتعليقات التي لا تقدم نقطة بناءة (حجة مستقلة مدعومة بالمنطق) ويتم التقاطها من قبل المستخدمين والمشرفين الآخرين. "يمكن أيضًا رؤية اللغة المدنية والملاحظات المعقولة من وجهات نظر متعارضة" في المناقشات حول الموضوعات المثيرة للجدل. يهدف تصميم الموقع إلى تشجيع الحوار العادل والدقيق والمنفتح. غالبًا ما يكتب المساهمون الذين يقدمون ادعاءاتهم أيضًا نقاطًا مضادة لمساهماتهم الخاصة. يجب أن تكون المطالبات أقل من 500 حرف ويمكن ربطها بمصادر خارجية.
يمكن أن تبدأ أشجار النقاش أيضًا بأطروحات متعددة، مثل خيارات أو فرضيات سياسات مختلفة. يمكن ربط الادعاءات بنقاشات ذات صلة أو تضمين أجزاء منها. في تبويب النقاش الخاص بكل ادعاء، يمكن للمستخدمين تقديم مقترحات تعديل (مثلًا، لتحسين الدقة، أو تحسين المصادر، أو تغيير النطاق)، وتحديد ما إذا كان ينبغي نقل الحجة أو نسخها إلى فرع آخر، والدعوة إلى أرشفة الادعاء، وطلب أدلة أو توضيحات إضافية.
يمكن أن تتسع المناقشات وتزداد تعقيدًا، مما يُفيد في تصور مخطط تفاعلي لبنية المناظرة ووظيفة البحث. تحتوي كل مناظرة أيضًا على صندوق دردشة. في الحالات التي يكون فيها "السلب" نقطة مقابل نقاط متعددة في "الإيجابيات"، يمكن للمستخدمين – من خلال المشرفين – ربط هذه الحجج في أماكنها المخصصة لتجنب تكرار المحتوى، مما يسمح بتسلسل واضح يُمكّن المستخدمين من فهم النقاط التي تُشكل حججًا ضد بعضها البعض. يتم تتبع مساهمات المستخدمين، مما يُتيح إنشاء منتدى لقادة الفكر لكل مناظرة. تتضمن عناصر اللعب الأخرى ميزة شكر المستخدمين على مساهماتهم.
تتيح ميزة " المنظورات " للمستخدمين رؤية تقييمات "التأثير" للمؤيدين والمعارضين لأطروحة ما، بالإضافة إلى المشرفين على المناقشة والمساهمين الأفراد. وهذا يتيح للمشاركين رؤية المناقشة من وجهات نظر المشاركين الآخرين وتصنيفها حسبها. في كيالو إيدو، تتيح هذه الميزة للمعلمين عرض الأصوات لفئة بأكملها، أو أفراد، أو مؤيدين/معارضين لأطروحة معينة. يمكن للمستخدمين في كلا الإصدارين من كيالو التصويت على موضوع المناقشة العام وكذلك على الادعاءات الفردية للتعبير عن وجهات نظرهم أو استنتاجاتهم، مع عدم التقاط الأساس المنطقي (أي الحجج السببية الرئيسية) لسبب تصويتهم على صدق الأطروحة. يمكن لأي مستخدم مسجل إجراء التصويت أثناء التنقل عبر أي مناقشة تم تمكين التصويت فيها أو عبر استخدام واجهة مستخدم معالج التصويت الموجه الذي يتنقل تلقائيًا عبر الفروع.
اعتبارًا من عام 2021، لا يوجد لدى كيالو تطبيق جوال.

## المحتويات

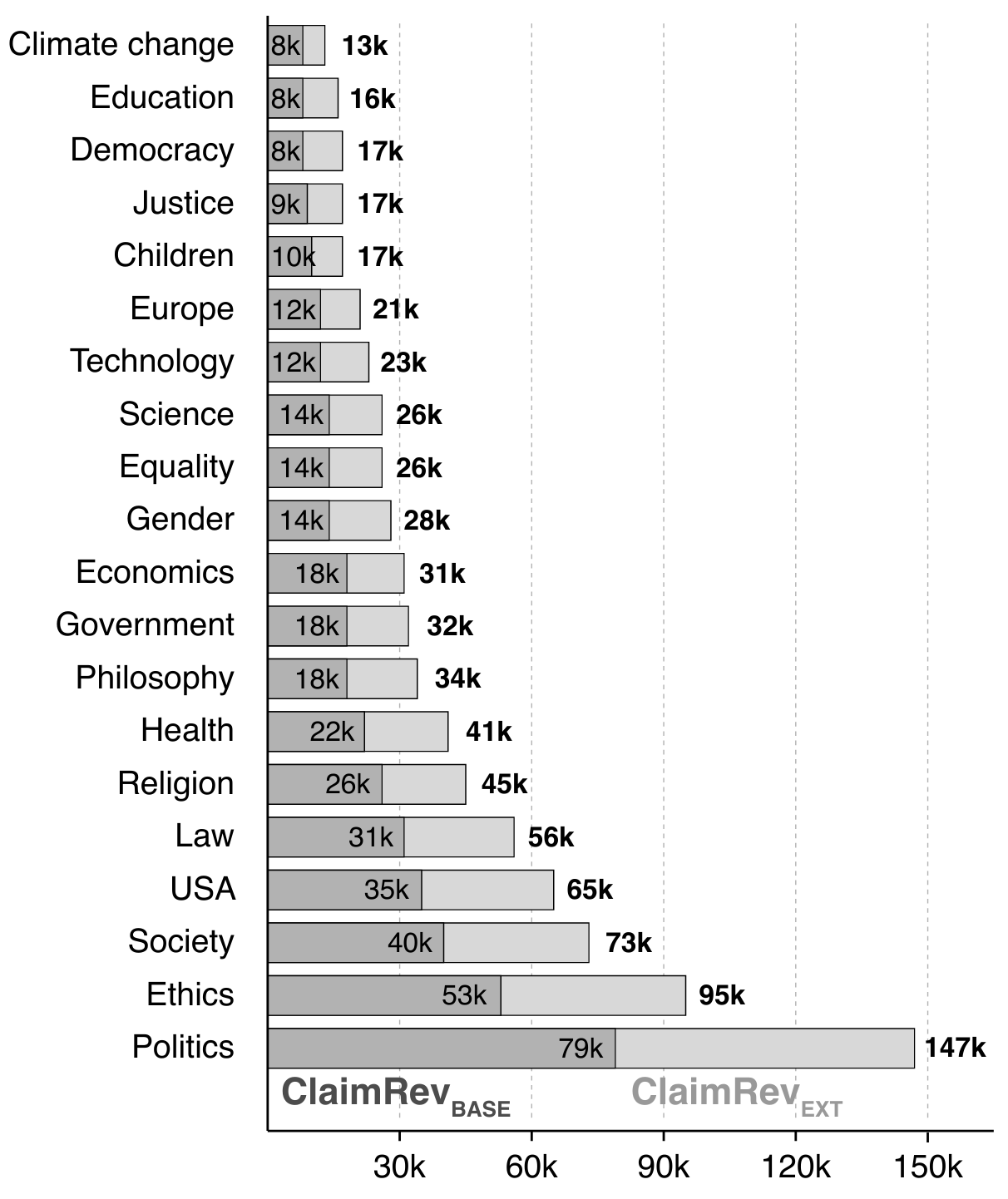
رسم تخطيطي يظهر بشكل تقريبي حصص محتوى الموقع لكل فئة من فئات المناقشة الرئيسية؛ يمكن مراجعة كل حجة ويوضح الرسم البياني عدد المراجعات في كل فئة والتي تعكس بشكل تقريبي الفئات الأكثر نشاطًا و/أو مناقشة على نطاق واسع.

ذكر تقرير صدر عام 2018 أن منصة الحجج التعاونية تستضيف أكثر من 10،000 مناظرة بلغات مختلفة. ويستضيف أيضًا مناقشات خاصة. يزعم الموقع أنه يحتوي على أكثر من 18000 مناظرة عامة اعتبارًا من يوليو 2023، بالإضافة إلى أكثر من مليون تصويت وأكثر من 720،000 مطالبة. يمكن العثور على المناقشات من خلال البحث الداخلي للموقع وما يصل إلى ستة علامات لكل مناقشة.
جمعت دراسات ما قبل الطباعة المناقشات العامة حول أكثر من 1.4 ألف قضية مع أكثر من 130 ألف بيان حتى أكتوبر 2019 و1628 مناقشة، مرتبطة بأكثر من 1120 فئة، مع 124312 ادعاءً فريدًا حتى 26 يونيو 2020.

## شركة كيالو
يتم إدارة الموقع بواسطة شركة كيالو وقد أسسه رجل الأعمال الألماني المولد وخريج كلية لندن للاقتصاد والعلوم السياسية إيريكوس بيتسوس في أغسطس 2017 ويقع مقره في بروكلين وبرلين. وفقًا لتقرير صدر عام 2018، لا يعرض الموقع إعلانات ولا يبيع بيانات المستخدمين. تأسست الشركة الربحية في عام 2011،[بحاجة لاستشهادات إضافية] بدأ بيتسوس في تطوير المفهوم في عام 2012 ووصف تفاصيل مختلفة للنظام في عام 2014. في عام 2018، صرح أنهم يعتزمون جني الأموال من خلال بيع المنصة للشركات كأداة للتداول واتخاذ القرار. الموقع مجاني للاستخدام العام والتعليمي. وفقًا للموقع، اعتبارًا من عام 2023، أصبح Kialo.com موقعًا غير مدر للدخل بدون إعلانات ولا إعادة بيع لبيانات المستخدم.

## التطبيقات والتبني

### التطبيقات المعتمدة
وتشمل تطبيقات محتواها أو منصتها في المجتمع ما يلي:
- يستخدم المعلمون والأساتذة، وخاصة في المدارس الثانوية – بما في ذلك جامعتي هارفارد وبرينستون، كيالو للمناقشات الصفية وتمارين التفكير النقدي والمنطق،[3][37][23][17][18][35] لتعزيز فهم المواد التي تمت تغطيتها في الفصول الدراسية الأخيرة،[18] تجارب تعليمية أكثر فائدة وجاذبية،[35] للتعلم عن بعد/ الإلكتروني،[43] لتوضيح المفاهيم الخاطئة،[12] وتدريس المغالطات المنطقية والحجج العقلانية،[44][45] للحوار الأكاديمي،[46] وتدريس محو الأمية الإعلامية، ولتدريس التفكير أو البحث بشكل كافٍ قبل النشر عبر الإنترنت.[45] كما هو الحال بالنسبة للمناظرين في الموقع الرئيسي، فإن الدخول إلى المدارس والجامعات مجاني. كيالو إيدو (بالإنجليزية: Kialo Edu) هو الإصدار المخصص من كيالو المصمم خصيصًا للاستخدام في الفصول الدراسية حيث تكون المناقشات خاصة ومقتصرة على الطلاب المدعوين.[47][11][48][49][18][50]
  - يتيح كيالو للمعلمين تقديم ملاحظات للطلاب حول أفكارهم وبنية حججهم وجودة أبحاثهم بينما يُترك للطلاب الآخرين تقييم تأثير حجج أقرانهم.[11]
  - يمكن السماح للطلاب بالمساهمة بشكل مجهول، وهو ما قد يكون مفيدًا في القضايا المثيرة للجدل وكذلك لحماية الخصوصية في التعليم.[51]
  - يمكن تشجيع الطلاب على دعم ادعاءاتهم بأدلة يمكنها تعزيز محو الأمية الرقمية ومهارات البحث.[11]
  - يمكن للطلاب والمعلمين استخدامه لترتيب أفكارهم عند صياغة مقال أو مشروع.[11]
- تم تحديد اسم الموقع داخليًا باستخدام البرنامج.[2]

### التطبيقات النموذجية والنظرية

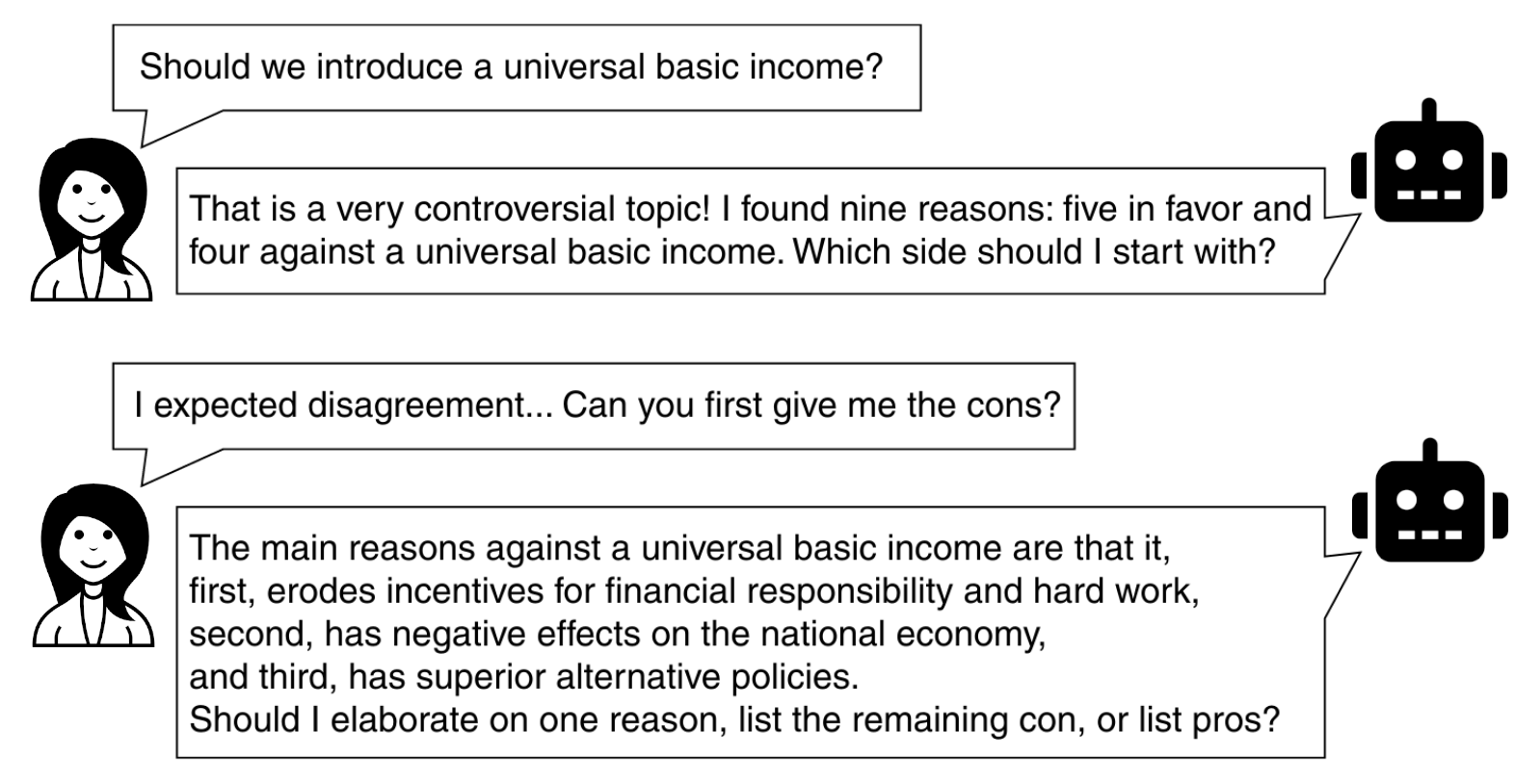
يمكن استخدام المناقشات المنظمة من الموقع للمساعدين الأذكياء وبرامج الذكاء الاصطناعي المماثلة مثل التفكير الحسابي؛ وقد أطلق على هذه الروبوتات اسم "الوكلاء المداولين الاصطناعيين".

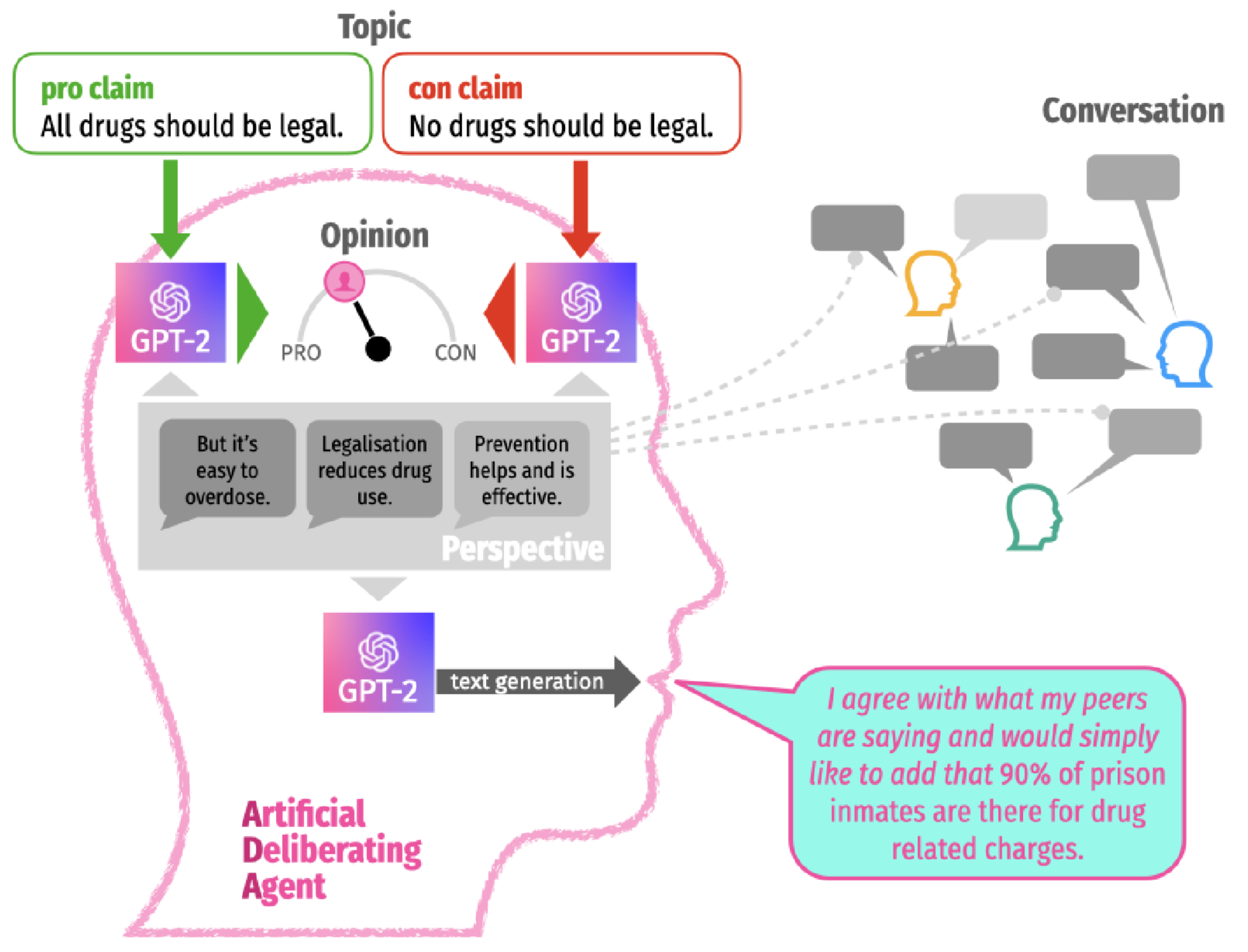
مثال على الوكلاء المداولين الاصطناعيين يساهم بمعلومات مفقودة في نقاش عبر بيانات كيالو التي تم الزحف إليها وتم اختيارها بناءً على المحادثة السابقة وتقييمات وزن الحجة التي تم الزحف إليها.

تتضمن التطبيقات المحتملة أو النظرية أو النموذجية أو قليلة الاستخدام ما يلي:
التعليم
- تحسين مهارات التفكير النقدي لدى المجتمع ككل، فضلاً عن تسهيل التفكير العميق أو الفعال وتعميق البحث والمناقشات.[2][26][11][17] حيث تكون المناقشات على سبيل المثال أقل سطحية[16] والحجج المعروفة أو العديدة قد تم طرحها بالفعل وفي كثير من الحالات لم يتم المبالغة فيها أو التقليل من شأنها بشكل غير معقول.
  - ادعى بيتسوس أننا "ندرب الطلاب ليكونوا جيدين للغاية في إجراء الاختبارات بدلاً من التفكير النقدي"، مما يشير إلى أن تعليم الناس التفكير في الأمور قد يكون أكثر أهمية أو إهمالًا مقارنة بمهارات كتابة المقال.[2]
- "يغرق العديد من الشباب والبالغين في بحر من المعلومات المتفرقة، ويتصفحون وينخرطون في أنشطة تفكير سطحية". يمكن لكيالو أن يعالج هذه المشكلة ويساعد الناس على تطوير التفكير السليم.[26]

الأوساط الأكاديمية والبحث والتطوير والسياسات
- وقد أشار ثلاثة علماء من ثلاث جامعات أمريكية مرموقة إلى الفوائد المحتملة في هذا المجال، بما في ذلك التطبيقات خارج التعليم العالي مثل الاتصالات الأكاديمية. يقترحون أن منصة المناقشة يمكن استخدامها لتنظيم تواصل مراجعة الأقران المفتوحة من خلال مساعدة أولئك الذين يقدمون ردود الفعل على "التركيز على الحجج الأساسية وقطع الأدلة بطريقة أكثر مباشرة" من التعليقات التوضيحية.[26][16]
- يمكن استخدامه لتقييم هياكل الحجج المستخرجة والتسلسلات من النصوص الخام،[16] كما هو الحال في الويب الدلالي للحجج. يمكن استخدام مثل هذا " التعدين الحججي "، والذي يعتبر كيالو أكبر مصدر منظم له حتى الآن، على سبيل المثال لتقييم اكتمال وفعالية المناقشة الحجاجية[14] أو لتوسيعها (بحجج إضافية، أو معلومات سياقية، أو تقييمات، أو دحض الأدلة أو البيانات الداعمة).[6]
- أشارت إحدى دراسات الأمن إلى أنه من الممكن استخدامه "لإدارة الحجج بشكل أكثر فعالية من الأساليب التقليدية التي تعتمد على الفقرات والنقاط". يزعم أن " التعقيد يتطلب التكيف" ولكنه يلاحظ أيضًا أن "بساطة كيالو تثير بعض نقاط الضعف والقيود، وبشكل عام لا تستطيع الأنظمة الحالية أتمتة التحليل أو تركيب الحجج بشكل موثوق بنفس الطريقة التي يمكن بها للحزم الإحصائية أتمتة تحليل البيانات".[53]
- يمكن للشركات والمنظمات الحكومية استخدام الموقع باعتباره "برنامجًا بديهيًا للمناقشة الداخلية واتخاذ القرارات ".[3][26]
- وقد يساعد ذلك في البحث عن أفضل السياسات ومسارات العمل،[16] بما في ذلك " المشاكل الخبيثة "[19] والقضايا التي تشهد استقطابًا كبيرًا. وقد يشمل هذا "تجارب الديمقراطية التداولية داخل الحكومات المحلية".[23]
- باستخدام منصة مثل كيالو، يوفر المستخدمون "بيانات حول ما يرونه في مشهد الحجج ذات الصلة، ولكن أيضًا بعض المؤشرات على ما يعتقدون أنه مهم [أو له الأولوية] في تحديد تفضيلاتهم السياسية" و"يُظهر أيضًا الحجج التي لم يجدها الفرد مقنعة، وربما الردود على حجة معينة [التي] استخدمت لرفضها".[16] قد لا تزال الوظائف الحالية للموقع غير كافية لهذا الأخير خارج التجارب.
- قد يؤدي ذلك إلى زيادة الكفاءة في اكتساب المعرفة [الإنجليزية]، بما في ذلك ما يتعلق بالكم الهائل من المعلومات على وسائل التواصل الاجتماعي.[14]
- يمكن لصانعي السياسات والعلماء استخدام منصات ومناقشات مثل هذه للتواصل مع بعضهم البعض وكذلك مع الجمهور[24] إذا كانوا على دراية بذلك واستخدموها. إذا أخذنا بعين الاعتبار أشجار الحجج فقط أسفل هذه الأطروحات، فإن مبادئ الحجج الجماعية والمراجعة ليست أو أقل عرضة لقضايا التأطير، والأجزاء القابلة للهجوم الموضوعة عمداً، والحجج الضعيفة أو المفقودة، ونقاط الرجل القش، والتبسيط المفرط، وتحديد الأجندة وغيرها من القضايا التي قد تكون شائعة في المناقشات السياسية العامة المعاصرة.
- يمكن استخدام أشجار المناقشة لتحديد الحجج التي يُنظر إليها على أنها الأكثر مصداقية، فضلاً عن الكشف عن مجالات المناقشة التي تفتقر إلى الدعم أو السابقة أو الأدلة،[16] والتي قد تكون مفيدة للعمل اللاحق أو العلم الأكثر كفاءة وفائدة (كما هو الحال في تحديد الافتراضات التي لا تحظى بدعم كبير، أو توفير البيانات المفقودة الرئيسية، أو البحث في الأسئلة المفتوحة الرئيسية).

عام
- يمكن للكتاب بشكل عام، فضلاً عن قادة الرأي الرئيسيين الآخرين، أن يملأوا مناقشة كيالو بحججهم وينشروها جنبًا إلى جنب مع تنسيق الكتابة الخطي التقليدي،[16] على الرغم من أن هذا يعني أن الحجج ستكون مفتوحة للتدقيق، مع كونها أكثر سهولة في الوصول إليها من أقسام التعليقات غير المنظمة التي يهيمن عليها المعجبون أو قد تكون بالفعل جزءًا من شجرة نقاش موجودة. ويمكنهم أيضًا استخدام الموقع بطرق أخرى مثل اختيار الأسئلة التي سيتم طرحها على الأشخاص الذين تتم مقابلتهم أو اختيار الأسئلة غير المستكشفة للتحقيق فيها والإبلاغ عنها.
- يمكن استخدامه في القضايا القانونية.[16]
- يمكن لمواقع الويب تضمين أشجار وسيطات (أو فروع) للقراءة فقط من الموقع.[23]
- وعلى نطاق أوسع، يمكن استخدام محتوى الموقع في العصف الذهني التأملي، وكمورد لجمع النقاط لاستخدامها في وسائل الإعلام الأخرى (على سبيل المثال النص الطويل). إنه يتيح استكشافًا تفصيليًا لبعض الأطروحات أو الموضوعات حيث يسمح التفكير البصري من خلال الهيكل القائم على الشجرة بالعديد من مستويات العمق والأسئلة المتابعة في علامة تبويب المناقشة لكل مطالبة.[25] صرح المؤسس قائلاً: "من المفترض أن تصبح المناظرات العامة موقعًا يمكن للناس زيارته للاطلاع على المعلومات. إذا تجاوز عدد الحجج الفريدة في المناظرة 2000 حجّة، فسيكون من الصعب العثور على حجة غير موجودة فيها بالفعل. يمكنك الذهاب إلى هناك، كما هو الحال في ويكيبيديا العربية، والقراءة."[2]

### البحث

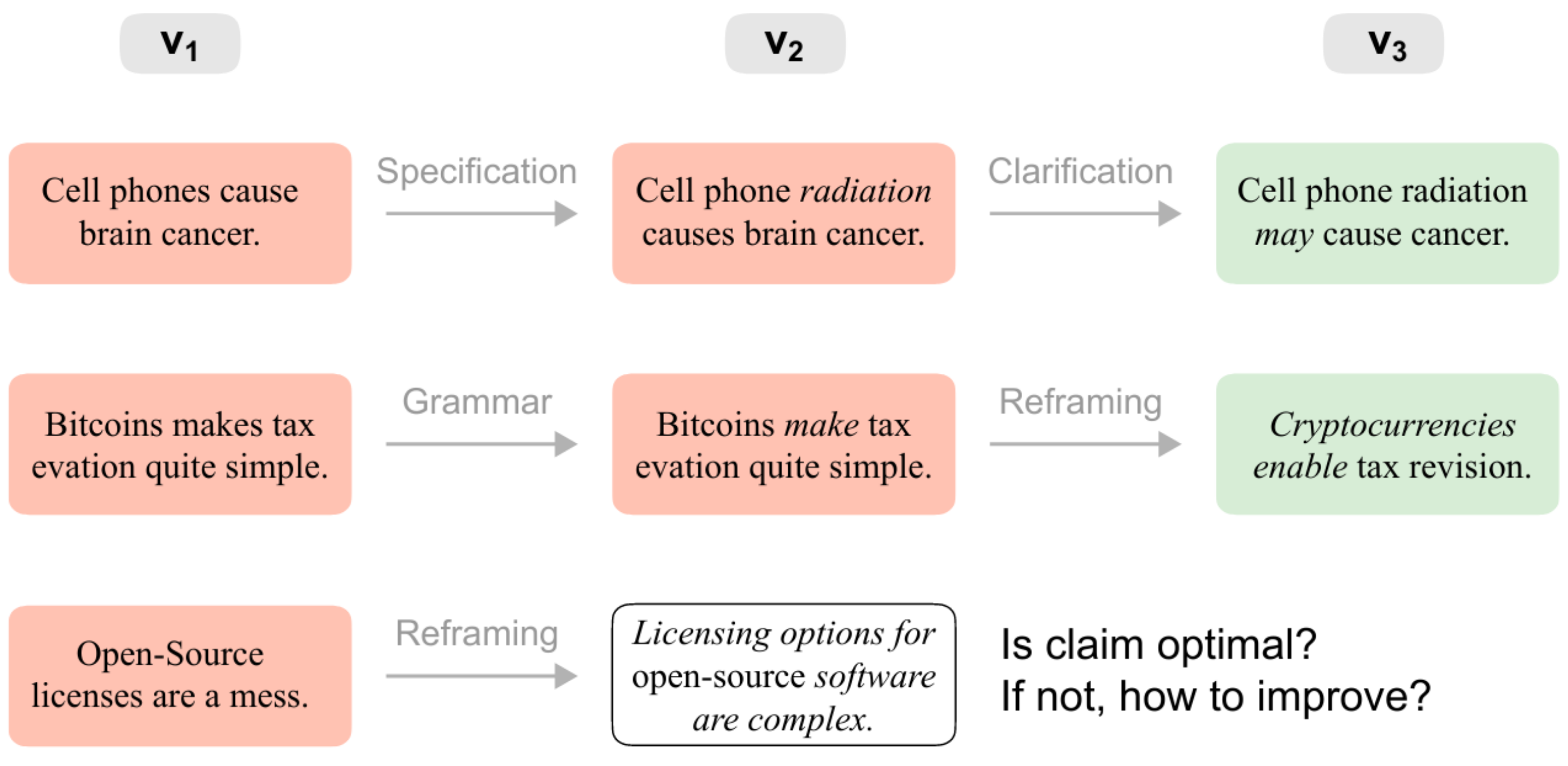
يمكن مراجعة المطالبات بشكل مستمر وتعاوني؛ حيث يتم تصنيف هذه التغييرات بواسطة المستخدم عبر مجموعة من أنواع التحرير.

يعتبر كيالو موضوعًا للدراسات البحثية وقد تم استخدام بياناته في الأبحاث حيث توجد مجموعات بيانات لمحتوياته ويسمح الموقع بتصدير ملفات قيم مفصولة بفواصل بالإضافة إلى الزحف وتصفية المناقشات.
البحث الحسابي في الحجج
اكتسبت المنصة اهتمامًا في البحث الحسابي حول الحجج بسبب حججها عالية الجودة وأشجار الحجج المتقنة. وقد استُخدمت بياناتها لتدريب وتقييم أنظمة الذكاء الاصطناعي لمعالجة اللغة الطبيعية مثل، بيرت ومتغيراته. وهذا يشمل استخراج الحجج، وتوليد الاستنتاجات،[بحاجة لاستشهادات إضافية] تقييم جودة نموذج الحجج، توليد أو مشاركة المناظرات الحجاجية الآلية، إبراز وجهات النظر أو الحجج الأكثر صلة والتي تم تجاهلها سابقًا، دعم الكتابة الحجاجية (بما في ذلك درجات قابلية مهاجمة الجملة)، التقييم التلقائي في الوقت الفعلي لمدى صدق الجملة أو إقناعها (على غرار التحقق من الحقائق)، ضبط نموذج اللغة بدقة (بما في ذلك برامج الدردشة الآلية)، التنبؤ بتأثير الحجة، وتصنيف الحجة والتنبؤ بالاستقطاب.
تحليل المحتوى في العلوم الاجتماعية ودراسات المعتقدات
يمكن أيضًا تحليل المحتويات لإظهار أكثر أنواع الأسباب والعوامل شيوعًا بشكل عام، أو الكشف عن الحجج الأكثر إثارة للجدل حيث تتباعد التصنيفات بشكل كبير لموضوع معين.
اقترح مؤسس الموقع أنواع الحجج وطرق استدلال الناس، بالإضافة إلى "أداء كيالو مقارنةً بالنصوص الطويلة في تغيير آراء الناس". تشير إحدى الدراسات إلى أن المجادلين يبدو أنهم يغيرون وجهات نظرهم بسهولة أكبر عندما تكون الحقيقة التي يؤمنون بها مدعومة بالأدلة، وتُقوّض عند مقارنتها بمعتقدات سابقة دون أي بيانات داعمة محددة.
المنصة كموضوع
أظهرت إحدى الدراسات أنه عند تقييم السياسات عبر مناظرات كيالو، فإن "قراءة التعليقات من الأكثر إلى الأقل إعجابًا، في المتوسط، تُظهر المزيد من [الحجج الفائزة] مقارنة بقراءة التعليقات الأقدم أولاً". يحتوي كيالو على مجموعة من الأذونات المختلفة التي يمكن للمشاركين الحصول عليها في مناقشة معينة. تقدم دراسة ما قبل الطباعة اقتراحات بشأن "تصميم الواجهة كحل قابل للتطوير لإدارة الصراعات" لمنع المعتقدات والقيم المعادية للمشرفين من أن يكون لها تأثيرات سلبية على الموقع.

## الاستقبال والتحفيز والتميز عن البدائل
في عام 2022، صنف موقع MakeUseOf الموقع كواحد من أفضل خمسة "مواقع للمناظرة لمناقشة الآراء بطريقة حضارية ومنطقية عبر الإنترنت" وفي عام 2019 كواحد من "أفضل 100+ موقع على الإنترنت".
جودة الخطاب عبر الإنترنت
يهدف الموقع إلى أن يكون مركزًا للنقاش المتحضر حيث لا يُسمح بالصراخ أو الوقاحة أو اللاعقلانية. وقد وُصِف هذا بأنه أمرٌ لافتٌ للنظر في "عصر التغريدات الترامبية [الإنجليزية]". صرح مؤسس الموقع أنه لاحظ في وقت مبكر أن الويب أصبح "مثاليًا للمحادثات السيئة، مع إعطاء الأولوية للمحادثات الأكثر فظاعة" وأنه "تساءل عما إذا لم تكن هناك طريقة أفضل للحوار عبر الإنترنت"، مدعيًا أن مهمة الموقع هي "تمكين العقل وجعل العالم أكثر تفكيرًا "، واصفًا إياه بأنه "منصة حيث يمكن للأشخاص ذوي الآراء المتعارضة الالتقاء وفهم تفكير بعضهم البعض". اعتبارًا من عام 2023، هناك مخاوف كبيرة بشأن المناقشات غير العقلانية أو المضللة عبر الإنترنت – على سبيل المثال، أكد أحد الباحثين أن " تويتر لم يُصمم أو يُقصد به أن يكون ساحة مدينة رقمية" كجزء من "ديمقراطية عاملة"، في معالجة تعليقات إيلون ماسك حول الموقع في عام 2022. وبدلاً من ذلك، تزعم أنها "مساحة لملايين من المنادين في المدينة، ولكنها ليست ساحة مدينة يجتمع فيها الناس ويناقشون". تشير التقارير إلى أن الموقع قد يقدم رؤية أكثر اكتمالاً وتعقيدًا للواقع من بعض المواقع الأخرى حيث "من السهل الوقوع في غرف صدى [الإنجليزية] لأشخاص متشابهين في التفكير حيث لا يتم تحدي معتقداتك أبدًا [بشكل هادف]" لأنه يعرض لك "أفضل الحجج على جانبي المناقشة".
صيغ الاتصال
الصيغ الرقمية القياسية، مثل "تميل إلى السماح بتسلسل خطي للحجج في شكل نقاش متسلسل". في العديد من المواقع الإلكترونية، "غالبًا ما تجعل سلاسل التعليقات غير المباشرة النقاش الهادف مستحيلًا"، و"الصيغ التي نستخدمها للتواصل تُشكل طريقة تواصلنا". على الموقع، يُساهم المستخدمون في شجرة نقاش بدلًا من الانخراط في تعليقات جدلية متبادلة.
قد يكون كيالو أكثر ملاءمة بشكل خاص للمناقشات المعقدة نسبيًا والتي يصعب تصورها أو الإشراف عليها بطريقة أخرى ويسمح بالأفكار العامة والتفاعل المنظم بين أنواع مختلفة من أصحاب المصلحة. يُشجع ربط الأدلة الداعمة، ولكن ليس بنفس القدر من الصرامة كما هو الحال على سبيل المثال في ويكيبيديا. تتمتع كيالو بمزايا على قواعد المعرفة المنظمة وويكيبيديا في "أنها تتضمن العديد من البيانات القابلة للنقاش؛ والعديد من الجمل التي تمت مهاجمتها هي أحكام ذاتية، وبالتالي فإن مصادر المعرفة القائمة على الحقائق قد تكون ذات فائدة محدودة". يمكن متابعة سلاسل التفكير "من البداية إلى النهاية" مع القليل نسبيًا من النص للقراءة، ودون أي تكرار أو عبارات غير مفسرة تقريبًا ودون أن يتم إخراجها عن مسارها من خلال "الشتائم والهذيان بلا اتجاه" على سبيل المثال. أصبحت المناقشات عبر الإنترنت "كبيرة ومرهقة لدرجة أنه لا يوجد أحد لديه الوقت الكافي لقراءة كل شيء وبالتالي الحصول على فكرة عن الحجج الفائزة بالفعل (الفائزين) بعد النظر في جميع النقاط" وهناك أبحاث حول كيفية حساب الحجج الفائزة أو أوزان الحجج والاستنتاجات العامة بكفاءة. علاوة على ذلك، فإن الحجج على الموقع أقل عابرة وتكرارًا من المناقشات على مواقع التواصل الاجتماعي – حيث تتم قراءتها بشكل شائع والمساهمة فيها بنشاط على مدى سنوات.
الانتقادات والقيود الحالية
ذكرت إحدى الدراسات الأولية أنه "على الرغم من أن كيالو مصمم للتوسع، وبالتالي يجب ألا يكون متينًا فحسب، بل سهل الاستخدام وجذابًا أيضًا، إلا أنه بسّط مفهومه لبنية الحجج لدرجة أنه لم يتبقَّ له سوى القليل من المرونة. وبصفته كيانًا تجاريًا، فإن بياناته [غير قابلة لإعادة الاستخدام] ومنصته [غير مفتوحة المصدر] مغلقة أيضًا، مما يجعل تطبيقه على نطاق واسع على واجهة العلوم والسياسات أكثر صعوبة."
توصلت إحدى الدراسات إلى أن "بساطة كيالو تنطوي على بعض نقاط الضعف والقيود" ووجدت أن وظائف الأنظمة الحالية بما في ذلك كيالو "لتوليف الحجج" غير كافية. تشير إحدى الدراسات إلى أن المنصة منظمة بطريقة لا تمنح المستخدمين القدرة الكافية للقيام بأي شيء آخر غير الموافقة أو الاختلاف مع جانب ما، حيث توجد على سبيل المثال خيارات لتقييم صدق الأطروحة الرئيسية فقط ولكن ليس لاقتراح بدائل ملموسة وحلول وسط مثل سياسات أكثر دقة أو تحديد اعتبارات نقدية مشروطة (مثل الاستثناءات والنطاقات والقيود المعمول بها) لتقييم صدق الأطروحة الرئيسية، والتي تميل إلى أن تكون موجزة للغاية ونادرًا ما تتم مراجعتها.
تشير إحدى الدراسات إلى أنه بدون أذونات "الكاتب" في المناقشة، يتعين على الحجج "تجاوز حراس البوابة" الخاصة بها، وهو ما قد يكون في بعض الحالات إشكاليًا حيث قد تلعب معتقدات وقيم المنسقين دورًا. على سبيل المثال، قد يؤدي هذا إلى شعور بعض المستخدمين بأن وجهات نظر معينة (أو حجج) يتم استبعادها من المناقشة أو يتم وضعها بشكل غير مناسب (مثل عدم الظهور على المستوى الأكثر صلة). قد تكون هناك مشكلات تتعلق بالتأطير وموضع الحجج، حيث يمكن على سبيل المثال إضافة ادعاء كاذب (مع أو بدون مصدر) لدعم أطروحة لا يتم تناولها بعد ذلك إلا من خلال ادعاء مضاد لاحق ينص على العكس تحته – مما قد يقلل من تصنيف "التأثير" للأول ولكن لا يتم عرضه مباشرة على مستوى الشجرة أعلاه كحجة "مضادة". وبدلاً من ذلك، لا يمكن رؤية سوى الحجة الداعمة الكاذبة أو الضعيفة على المستوى الأعلى في مثل هذه الحالة. لا تتطلب تصويتات تقييم التأثير قراءة الحجج أدناه ولكن يمكن إيقاف التصويت حتى يتوفر الوقت الكافي لخريطة الحجج للتطور بشكل كافٍ.
التكاملية
أوضح المؤسس الفروقات الرئيسية والتكامل بين الموقع قائلاً: "سنكون مجرد مكان إضافي. نحن لا نتنافس مع أي شخص فيما يتعلق بالحوار المدروس. هناك عدد قليل من المواقع التي هي مواقع للأسئلة والأجوبة [الإنجليزية]، أو مواقع للتعليق، أو مواقع للمشاركة، ولكن لا يوجد موقع [رئيسي] واحد للتفكير التعاوني — مستودع للسبب ". يذكر أن ويكيبيديا — وهو موقع إنتاج آخر بين الأقران [الإنجليزية] يُقارن به كيالو أحيانًا بسبب المناقشات الجدلية على صفحات النقاش وتكامل المعرفة التعاونية العامة – "يخبرك بالماذا ونخبرك بالسبب".

## وصلات خارجية
- مدونة كيالو إيدو، أدلة وأفكار للتطبيقات في التعليم
- كيالو على تويتر.
- مناقشة منظمة عبر الإنترنت واستخلاص النتائج والصور والمشاريع ذات الصلة
- دور السياق البراجماتي وسياق الخطاب في تحديد تأثير الحجة، 2019، البحث والتطوير في تحديد تأثير الحجة